# Katherine Johnson
Katherine Johnson (născută Creola Katherine Coleman; n. 26 august 1918, White Sulphur Springs⁠(d), Virginia de Vest, SUA – d. 24 februarie 2020, Newport News⁠(d), Virginia, SUA),de asemenea cunoscută ca Katherine Goble, a fost o matematiciană americană.
Calculele sale matematice la NASA au fost esențiale în succesul primei călătorii în spațiu. Pe parcursul celor 35 de ani petrecuți la NASA a câștigat o reputație de stăpânirea calculelor manuale complexe și a ajutat la implementarea utilizării computerelor pentru a îndeplini sarcini. Agenția spațială a remarcat „rolul său istoric ca una dintre primele femei afro-americane care a lucrat ca om de știință la NASA”.
În 2015, președintele Barack Obama i-a înmânat Medalia Prezidențială pentru Libertate.

## Primii ani de viață și educația
Creola Katherine Coleman s-a născut pe 26 august 1918, în White Sulfur Springs, Virginia de Vest. Era cea mai mică dintre patru copii. Mama ei, Joylette Coleman, era profesoară, iar tatăl ei, Joshua Coleman, era un tânăr fermier și lucra la hotelul Greenbrier.
Coleman a arătat abilități matematice puternice de la o vârstă fragedă. După ce a absolvit liceul la 14 ani, Johnson s-a înscris la West Virginia State.
În calitate de studentă, a urmat fiecare curs de matematică oferit de universitate. A absolvit summa cum laude în 1937, cu studii la matematică și franceză, la vârsta de 18 ani. A preluat o slujbă de profesor la o școală publică din Marion, Virginia.

## Carieră

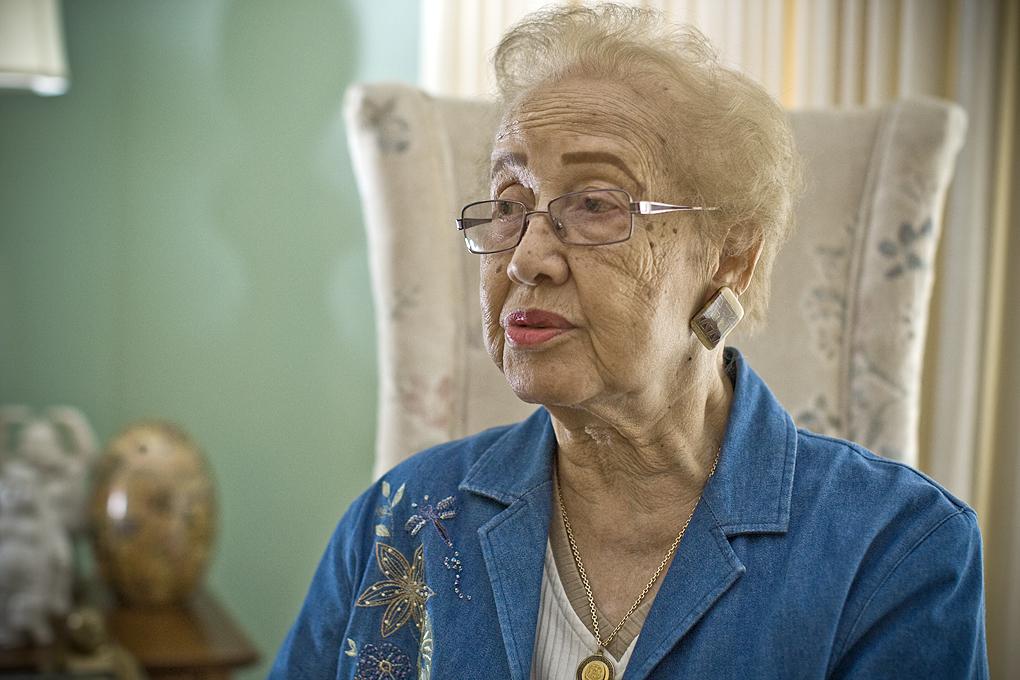

Johnson își dorea să urmeze o carieră în matematică ca cercetător, aceasta fiind greu de urmat pentru o femeie în perioada dată, mai ales pentru o femeie Afro-Americană. Primele locuri de muncă pe care le-a avut au fost în predare. La o adunare familială din 1952, o rudă a menționat că Comitetul Național Consultativ pentru Aeronautică (NACA) angajează matematicieni. Johnson a acceptat o ofertă de muncă de la agenție în iunie 1953.
Johnson și-a petrecut ultimii ani încurajând studenții să aleagă domeniile științei, tehnologiei, ingineriei și matematicii (STEM).

## Viața personală și moartea
În 1939, Katherine  s-a căsătorit cu James Francis Goble. Au avut trei fiice: Constance, Joylette și Katherine. În 1953, ea și James și-au mutat familia în Newport News, Virginia, pentru a urmări o nouă oportunitate de muncă. În 1956, James Goble a murit din cauza unei tumori cerebrale inoperabile. În 1959, Katherine Goble s-a căsătorit cu James A. "Jim" Johnson, un ofițer al armatei Statelor Unite și veteran al războiului din Coreea; Katherine a murit în anul 2020, la vârsta de 101 de ani. Johnson avea șase nepoți și 11 strănepoți. Și-a încurajat nepoții și studenții să aleagă cariere în STEM.

## Influență și onoruri
Johnson a fost coautoare a 26 de lucrări științifice. Influența ei socială ca pionier în știința aerospațială și în calcul este demonstrată de onorurile pe care le-a primit și de statutul ei de model pentru o viață dedicată științei.  În 1999 Johnson a fost desemnată cea mai bună alumna a West Virginia State College. Președintele Barack Obama i-a înmânat Medalia Prezidențială pentru Libertate în data de 24 noiembrie 2015. Ea a fost citată ca un exemplu de pionierat al femeilor afro-americane în  domeniile STEM. Președintele Obama a spus la acea vreme: „Katherine G. Johnson a refuzat să fie limitată de așteptările societății cu privire la genul și rasa ei, extinzând în același timp granițele pe care umanitatea le descoprea”. NASA a remarcat „rolul ei istoric fiind una dintre primele femei afro-americane care a lucrat ca om de știință NASA”.

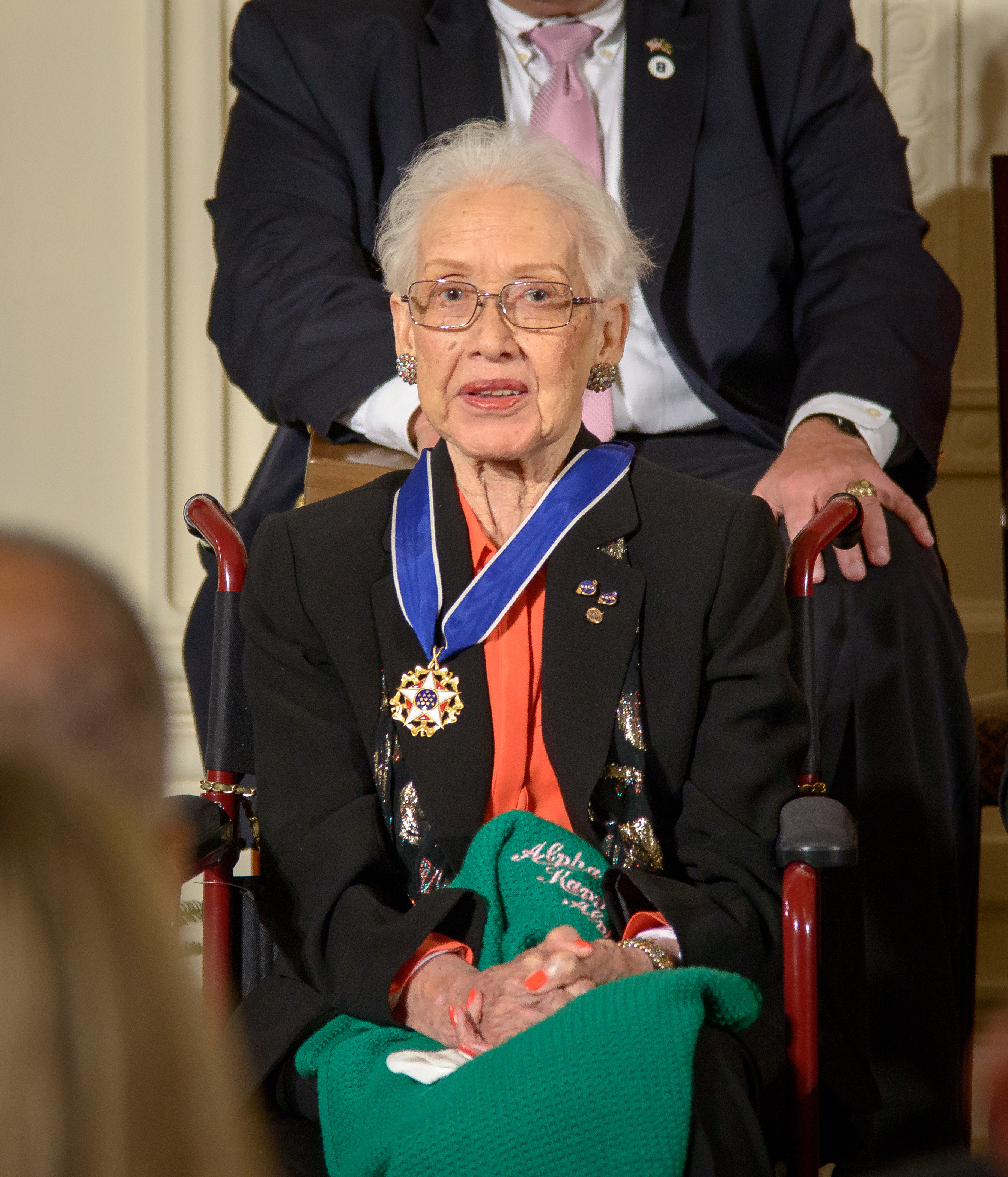
Medalia prezidențială pentru libertate i-a fost acordată lui Johnson în 2015.

Două unități care servesc NASA au fost numite în onoarea ei. În 5 mai 2016, o clădire nouă de 40.000 square feet (3.700 m2)   a fost numită „Katherine G. Johnson Computational Research Facility” și ea face parte oficial din Centrul de Cercetare Langley al NASA din Hampton, Virginia. Unitatea și-a deschis oficial porțile în 22 septembrie 2017. Johnson a participat la acest eveniment, care a marcat, de asemenea, cea de-a 55-a aniversare a lansării istorice a rachetei astronautului Alan Shepard, un succes la care a contribuit și Johnson. La ceremonie, directorul adjunct Lewin a spus acest lucru despre Johnson: „Milioane de oameni din întreaga lume au urmărit zborul lui Shepard, dar ceea ce nu știau la acea vreme era că calculele care l-au dus în spațiu și în siguranță acasă au fost făcute de oaspetele de onoare de astăzi Katherine Johnson”. În timpul evenimentului, Johnson a primit și un premiu Silver Snoopy; numit adesea și premiul astronautului, NASA a declarat că acest premiu este acordat celor „care au adus contribuții remarcabile la siguranța zborului și succesul misiunilor agenției”. În 22 februarie 2019, NASA a redenumit Centrul Independent de Verificare și Validare, din Fairmont, Virginia de Vest, în Centrul Independent de Verificare și Validare Katherine Johnson.
Johnson a fost inclusă în 2016 pe lista BBC a celor 100 de femei care au influențat întreaga lume. Într-un videoclip din 2016, NASA a declarat: „Calculele ei s-au dovedit a fi esențiale pentru succesul programului de aselenizare Apollo și pentru începerea Programului Space Shuttle, așa cum au făcut-o pentru primii pași în călătoria acestei țări în spațiu”.
În august 2018, Universitatea de Stat din Virginia de Vest a stabilit o bursă STEM în onoarea lui Johnson și i-a ridicat în campus o statuie în mărime naturală. Mattel a anunțat în 2018 că lansează o păpușă Barbie asemănătoare lui Johnson care va avea o insignă NASA.
Pe 6 noiembrie 2020, un satelit care îi poartă numele( ÑuSat 15 sau „Katherine”, COSPAR 2020-079G) a fost lansat în spațiu. În februarie 2021, Northrop Grumman și-a numit în onoarea ei nava spațială Cygnus NG-15 care urma să aprovizioneze  Stația Spațială Internațională - SS Katherine Johnson.

## Premii
- 1971, 1980, 1984, 1985, 1986: Premiul NASA Langley Research Center Special Achievement[66]
- 1977, NASA Group Achievement Award acordat echipei Lunar Spacecraft and Operations – pentru munca de pionierat în domeniul navigației care sprijină nava spațială care a orbitat și a cartografiat Luna în pregătirea programului Apollo[67][68]
- 1998, Doctor Onorific în Drept, de la SUNY Farmingdale[67][69]
- 1999, Alumnus remarcabil al anului la West Virginia State College[67][69]
- 2006, Doctor Onorific în Științe de către Capitol College, Laurel, Maryland[67][70]
- 2010, Doctorat Onorific în Științe de la Universitatea Old Dominion, Norfolk, Virginia[71]
- 2014, Onoare De Pizan de la Muzeul Național de Istorie a Femeii[72]
- 2015, Premiul NCWIT Pionier în tehnologie[73]
- 2015, Medalia Prezidențială a Libertății[74]
- 2016, premiul Silver Snoopy de la Leland Melvin[75]
- 2016, Premiul Arthur BC Walker II al Societății Astronomice din Pacific[76]
- 2016, Doctorat onorific prezidențial în scrisori umane de la Universitatea West Virginia, Morgantown, Virginia de Vest[77]
- La 1 decembrie 2016, Johnson a primit premiul pentru realizarea grupului NASA Langley West Computing Unit, la o recepție la Centrului Aerospațial din Virginia. Alți premiați au inclus colegii ei, Dorothy Vaughan și Mary Jackson.[78]
- 2017, Medalia de Onoare Fiicele Revoluției Americane (Daughters of American Revolution - DAR)[79]
- 2017 Doctorat Onorific de la Spelman College[80]
- 12 mai 2018, Doctorat Onorific în Științe de la Colegiul William & Mary, Williamsburg, Virginia[81][82]
- 29 aprilie 2019, Universitatea din Johannesburg și Facultatea sa de Științe i-au conferit lui Johnson gradul de Philosophiae Doctor Honoris causa pentru rolul său de pionierat la NASA.[83][84]
- 8 noiembrie 2019, Medalia de aur a Congresului Amercian [85][86]
- 2021 a fost admisă în Galeria Națională a Femeilor[87]